# Tennys Sandgren
Tennys Sandgren (Gallatin; 22 de julio de 1991) es un tenista profesional estadounidense.

## Biografía
Su nombre de pila no tiene nada que ver con el tenis, era el de su abuelo sueco. Su madre Lía es de origen sudafricano porque nació en Pretoria. El padre, David, fallecido en 2011, era un tenista profesional que jugó bajo bandera sudafricana. Su hermano Davey, nacido en Sudáfrica, es un extenista universitario y en la actualidad trabaja como ingeniero aeroespacial. Tennys es un cristiano ferviente de confesión evangélica, y hubo una polémica cuando la prensa escudriñó en 2018 su cuenta de Twitter y descubrió sus simpatías por la homofobia, la extrema derecha y el líder supremacista blanco y xenófobo Tommy Robinson. Él se excusó diciendo que muchas de sus posturas eran incompatibles con su fe cristiana y en el curso de los dos días siguientes eliminó varios años de tweets, unos dos mil mensajes.

## Carrera
Tennys estrenó su palmarés ATP, la primera semana de 2019, ganando el título en Auckland, Nueva Zelanda, ante el británico Cameron Norrie. Con este título, el 14 de enero de 2019 lograría subir al hasta entonces, su ranking más alto a nivel individual , el N.º 41 . 
A nivel de dobles alcanzó el puesto N.º 115 el 6 de enero de 2014.
Hasta el momento ha obtenido 3 títulos de la categoría ATP Challenger Series y 7 títulos en la categoría ITF. Uno de ellos en individuales y los restantes en la modalidad de dobles.

### 2012 - 2013
En octubre de 2012 consigue su primer título de la categoría ATP Challenger Tour en la modalidad de dobles. Haciendo pareja con su compatriota Rhyne Williams, ganaron el Challenger de Sacramento derrotando en la final a Devin Britton y Austin Krajicek por 4–6, 6–4, [12–10].
En mayo y septiembre de 2013, junto con Austin Krajicek, consigue los Challenger de Tallahassee, primero y el Challenger de Esmirna, después. En noviembre gana su primer torneo en individuales, el Challenger de Champaign derrotando al australiano Samuel Groth por 3-6, 6-3, 7-64.

### 2014
Comienza el año ganando el primer torneo disputado del ATP Challenger Tour 2014, el Challenger de Numea (Nueva Caledonia). De nuevo en compañía de Austin Krajicek, derrotan en la final a la pareja formada por el croata Ante Pavić y el esloveno Blaž Rola (7-64, 6-3).

### 2018
Salta a la fama tras un impresionante recorrido en el Abierto de Australia 2018. En segunda ronda sorprende cuando gana al excampeón del torneo, Stan Wawrinka, en tres sets (6-1/6-2/6-4). Después de vencer al alemán Maximilian Marterer (5-7/6-3/7-5/7-65) en tercera ronda, sorprendió en cuarta ronda al austriaco Dominic Thiem, N°5 del mundo, ganándole en un largo partido (6-2/4-6/7-64/6-77/6-4). La racha termina cuando pierde en cuartos ante el coreano Hyeon Chung (6-4, 7-65, 6-3).

## Títulos ATP (1; 1+0)

### Individual (1)
| Leyenda                  |
| Grand Slam (0)           |
| ATP World Tour Final (0) |
| ATP Masters 1000 (0)     |
| ATP World Tour 500 (0)   |
| ATP World Tour 250 (1)   |

| N.º | Fecha               | Torneo   | Superficie | Oponente en la final | Resultado |
| --- | ------------------- | -------- | ---------- | -------------------- | --------- |
| 1.  | 12 de enero de 2019 | Auckland | Dura       | Cameron Norrie       | 6-4, 6-2  |

#### Finalista (1)
| N.º | Fecha               | Torneo  | Superficie    | Oponente en la final | Resultado        |
| --- | ------------------- | ------- | ------------- | -------------------- | ---------------- |
| 1.  | 15 de abril de 2018 | Houston | Tierra batida | Steve Johnson        | 6-7(2), 6-2, 4-6 |

### Dobles (0)
| Leyenda                         |
| Grand Slam (0)                  |
| ATP Wourld Tour Finals (0)      |
| ATP Masters 1000 World Tour (0) |
| ATP World Tour 500 series (0)   |
| ATP World Tour 250 series (0)   |

#### Finalista (1)
| N.º | Fecha                | Torneo        | Superficie | Pareja          | Oponentes en la final     | Resultado           |
| --- | -------------------- | ------------- | ---------- | --------------- | ------------------------- | ------------------- |
| 1.  | 23 de agosto de 2019 | Winston-Salem | Dura       | Nicholas Monroe | Łukasz Kubot Marcelo Melo | 7-6(6), 1-6, [3-10] |

## Challenger Series

### Individuales
| N.º | Fecha      | Torneo                  | Superficie | Oponentes en la final | Resultado      |
| --- | ---------- | ----------------------- | ---------- | --------------------- | -------------- |
| 1.  | 16.11.2013 | Challenger de Champaign | Dura (i)   | Samuel Groth          | 3-6, 6-3, 7-64 |
| 2.  | 20.02.2017 | Challenger de Tempe     | Dura       | Nikola Milojević      | 4–6, 6–0, 6–3  |
| 3.  | 07.05.2017 | Challenger de Savannah  | Tierra     | João Pedro Sorgi      | 6–4, 6–3       |

### Dobles
| No. | Fecha      | Torneo                        | Superficie | Compañero         | Rival en la final                | Resultado          |
| --- | ---------- | ----------------------------- | ---------- | ----------------- | -------------------------------- | ------------------ |
| 1.  | 07.10.2012 | Challenger de Sacramento      | Dura       | Rhyne Williams    | Devin Britton Austin Krajicek    | 4–6, 6–4, [12–10]  |
| 2.  | 05.05.2013 | Challenger de Tallahassee     | Dura       | Austin Krajicek   | Greg Jones Peter Polansky        | 1-6, 6-2, [10-8]   |
| 3.  | 21.09.2013 | Challenger de Esmirna         | Dura       | Austin Krajicek   | Brydan Klein Dane Propoggia      | 7-64, 6-4          |
| 4.  | 03.01.2014 | Challenger de Numea           | Dura       | Austin Krajicek   | Ante Pavić Blaž Rola             | 7-64, 6-3          |
| 5.  | 09.01.2015 | Challenger de Numea (2)       | Dura       | Austin Krajicek   | Jarmere Jenkins Bradley Klahn    | 7-62, 6-75, [10-5] |
| 6.  | 08.11.2015 | Challenger de Charlottesville | Dura (i)   | Chase Buchanan    | Peter Polansky Adil Shamasdin    | 3-6, 6-4, [10-5]   |
| 7.  | 19.11.2016 | Challenger de Champaign       | Dura (i)   | Austin Krajicek   | Luke Bambridge Liam Broady       | 7-64, 7-62         |
| 8.  | 29.01.2022 | Challenger de Columbus        | Dura (i)   | Mikael Torpegaard | Luca Margaroli Yasutaka Uchiyama | 5-7, 6-4, [10-5]   |

## Vida personal
Sandgren se casó con su novia Christianna Burkee el 2 de diciembre de 2023.